# 小農社會
小農社會是經濟學和經濟史學者依照產業和社會結構所提出的一個概念。指社會上以分散的農民為主要的生產者的社會。
「小農社會」與農業社會不同。

## 相關
- 陶傑
- 鄉下人
- 阿燦
- 自然經濟
- 自給農業